# Naturschutzgebiet Oberes Hoppecketal

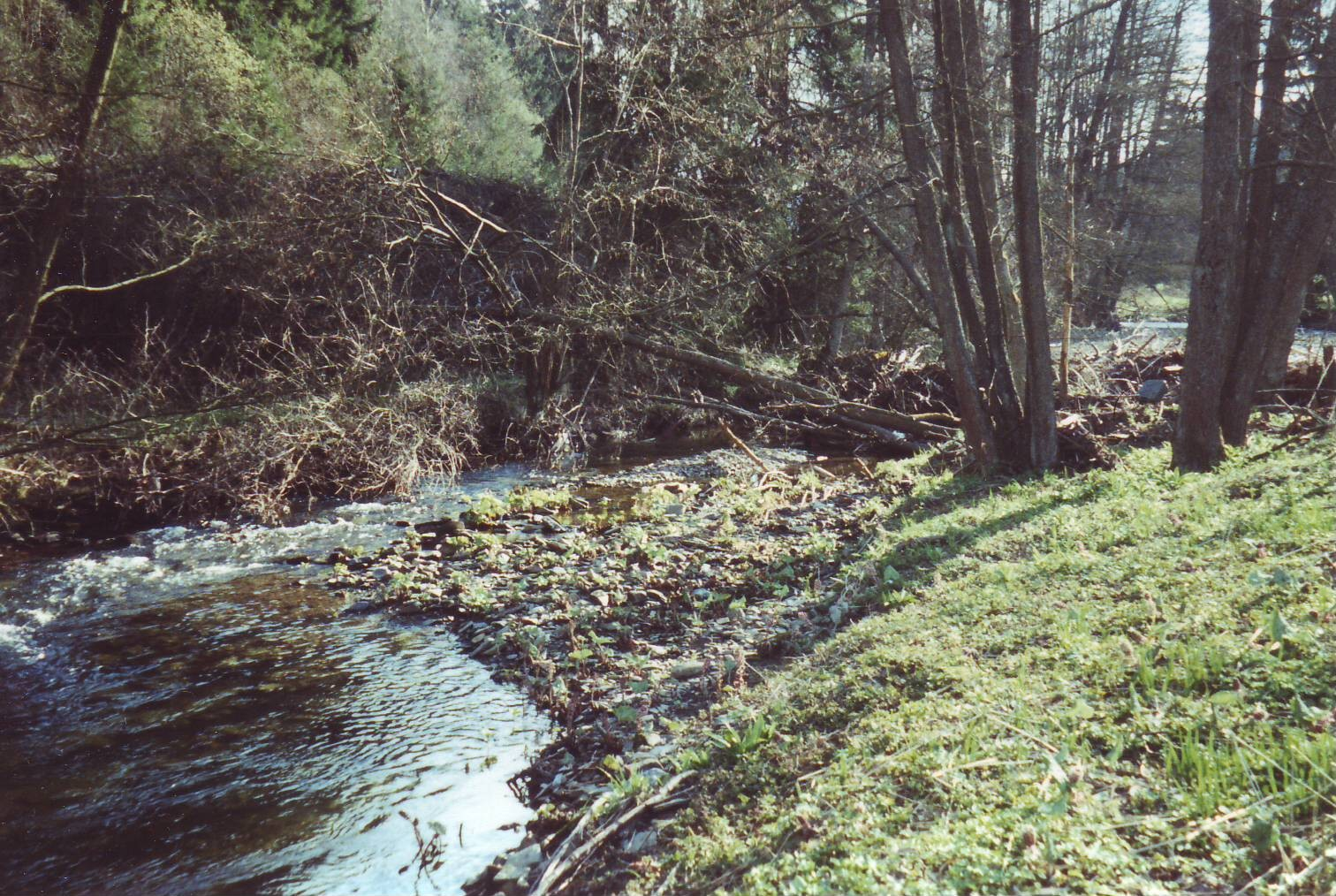
Hoppecke im Naturschutzgebiet Oberes Hoppecketal

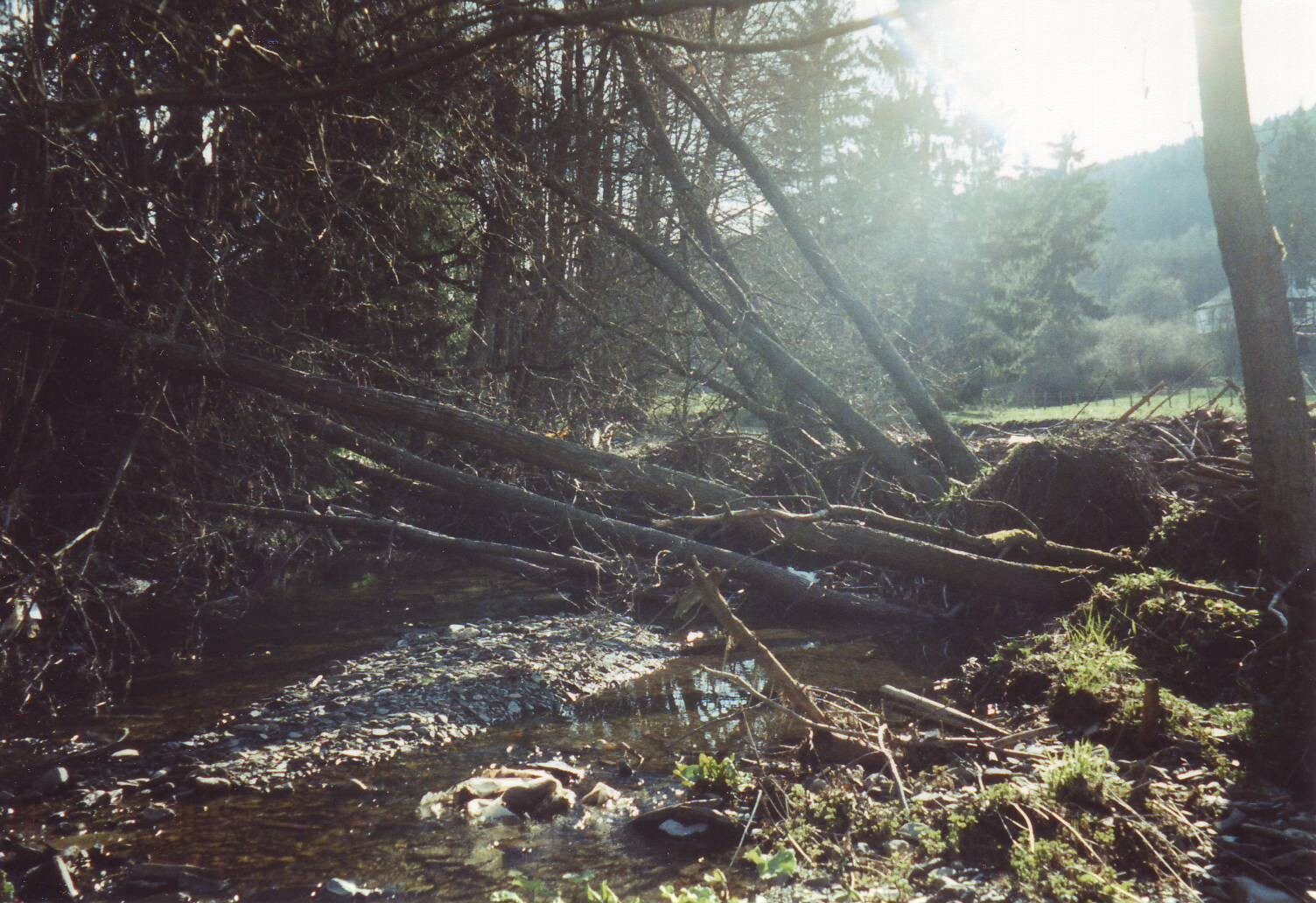
Hoppeckebereich

Das Naturschutzgebiet Oberes Hoppecketal mit einer Größe von 21,4 ha liegt südlich von Brilon-Wald im Stadtgebiet von Brilon. Das Gebiet wurde 2001 mit dem Landschaftsplan Hoppecketal durch den Hochsauerlandkreis als Naturschutzgebiet (NSG) ausgewiesen. Das NSG gehört zum FFH-Gebiet Gewässersystem Diemel und Hoppecke (DE 4617-302).

## Gebietsbeschreibung
Beim NSG handelt es sich um den Fluss Hoppecke mit seiner Flussaue in diesem Bereich.
Das Landesamt für Natur, Umwelt und Verbraucherschutz Nordrhein-Westfalen dokumentierte im Schutzgebiet Pflanzenarten wie Acker-Witwenblume, Berg-Platterbse, Besenheide, Bitteres Schaumkraut, Blauer Eisenhut, Blutwurz, Echter Baldrian, Echtes Mädesüß, Geflecktes Johanniskraut, Gegenblättriges Milzkraut, Gewöhnliche Goldnessel, Gewöhnliche Pestwurz, Gras-Sternmiere, Großer Wiesenknopf, Hain-Sternmiere, Harzer Labkraut, Heidelbeere, Mittleres Hexenkraut, Rundblättrige Glockenblume, Salbei-Gamander, Schlangen-Knöterich, Sumpf-Labkraut, Sumpf-Storchschnabel, Wald-Bingelkraut, Wald-Ehrenpreis, Wald-Engelwurz, Wald-Ziest, Waldmeister und Wildes Silberblatt. 

## Schutzzweck
Das NSG soll die Hoppecke und seine Aue schützen. Wie bei allen Naturschutzgebieten in Deutschland wurde in der Schutzausweisung darauf hingewiesen, dass das Gebiet „wegen der Seltenheit, besonderen Eigenart und Schönheit des Gebietes“ zum Naturschutzgebiet wurde.
Der Landschaftsplan führt zum speziellen Schutzzweck auf: „Erhaltung naturnaher Flussabschnitte und ihrer Auen sowie deren Vernetzung in den gestörten Bereichen durch Optimierungsmaßnahmen; kleinflächige (insbesondere im südlichen Teil) Erhaltung von feuchtem Grünland. Im Gebiet kommen mehrere Rote-Liste-Pflanzen- und Tierarten vor, deren Populationen durch die Erhaltung ihrer Lebensräume gesichert werden sollen. Wesentlicher Schutzzweck ist auch die Sicherung des ökologischen Netzes ‚Natura 2000‘ im Sinne der FFH-RL, dem die hier wirksamen Ge- und Verbote des allgemeinen Festsetzungskataloges unter 2.1 ebenso dienen wie die unten formulierten festsetzungsspezifischen Gebote.“